# Tuaregowie

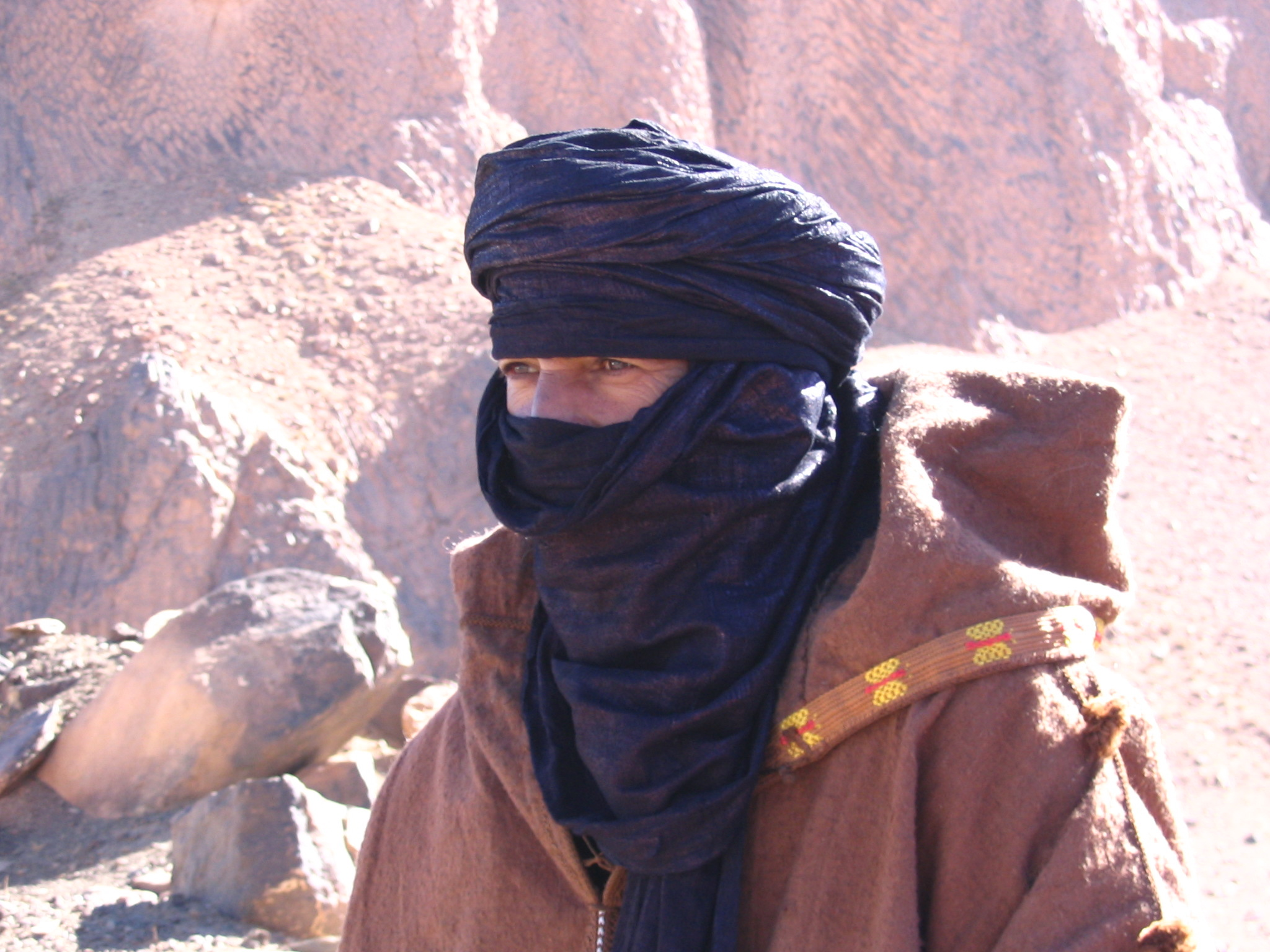
Tuareg z Algierii

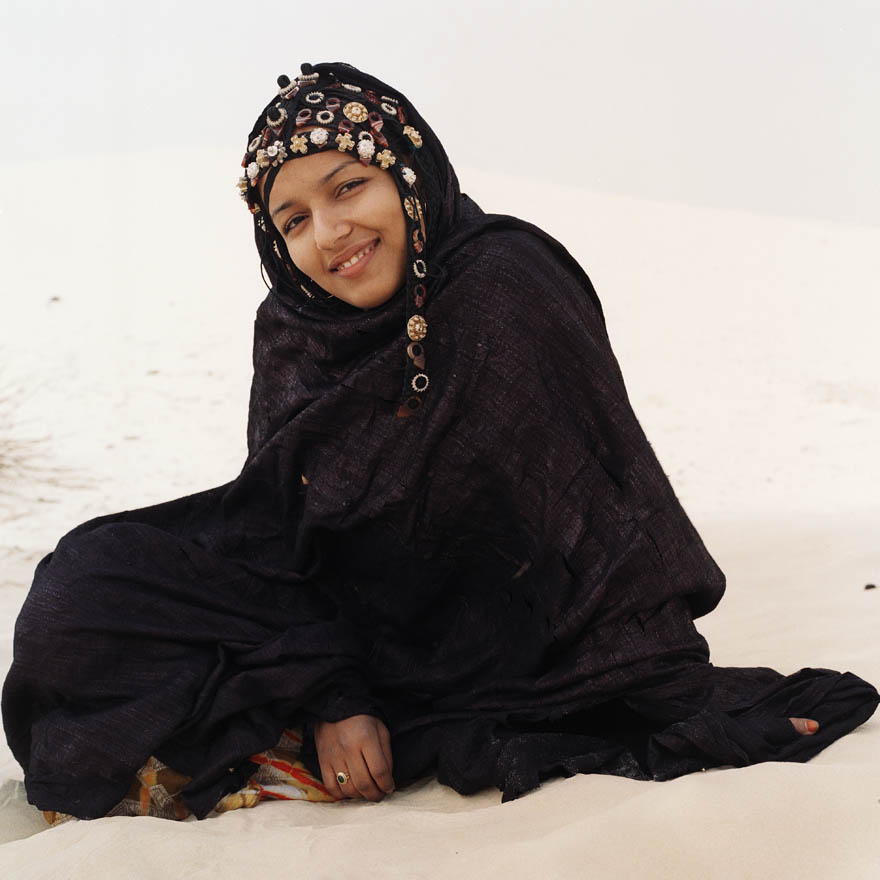
Kobieta tuareska

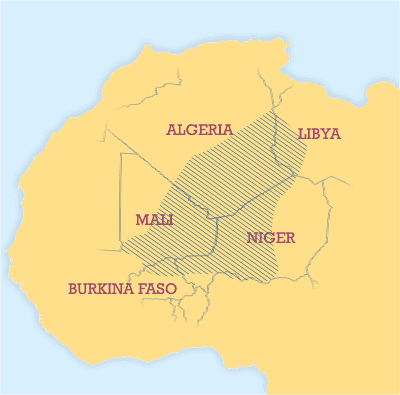
Obszar zamieszkany przez Tuaregów

Tuaregowie – lud berberyjski zamieszkujący obszary Sahary, głównie w Algierii, Libii, Mali, Nigrze i Burkina Faso. Sami mówią o sobie kel tamasheq. Tradycyjnie są nomadami, podróżują po pustyni i jej obrzeżach, zajmują się hodowlą bydła i kóz, wytwarzaniem biżuterii i obsługą ruchu turystycznego. W 2012 r. podjęli próbę utworzenia suwerennego państwa Azawad na terenie północnego Mali.
W literaturze i tekstach piosenek (Berberowie posiadają stosunkowo bogaty repertuar muzyczny) można zetknąć się z nazwą imazeghen „wolni ludzie”, która oznacza po prostu wszystkich Berberów. Przedwojenne źródła podawały również „Kel tagoulmoust” oznaczającą ludzi noszących zasłonę („zasłaniający twarz”). Definitywne odrzucenie nazwy „tuareg” wiąże się z negatywnymi konotacjami tego słowa – jedna z proponowanych etymologii wywodzi znaczenie od arab. tawariq, czyli „bezbożnik”.

## Zwyczaje
Zajmują się wypasem zwierząt (np. owiec, kóz, wielbłądów) oraz transportem karawanowym. Prowadzą koczowniczy tryb życia. Znane są  przypadki uprawiania przez nich roli na obszarach Sahelu, jednak stoi to w sprzeczności z ich tradycją. Hodowla wielbłądów, która stanowi ważną jej część (mają wiele słów na określenie tych zwierząt), została ograniczona ze względu na nowe środki transportu (samochody), jak i postępującą w ostatnich latach urbanizację ludności.
Kobieta ma silną pozycję w społeczności – zajmuje się edukacją dzieci, podtrzymywaniem tradycji, prowadzeniem spraw domowych w czasie nieobecności męża. Dawniej (przed okresem kolonialnym) kobiety tuareskie posiadały majątek dziedziczny, którego minimum stanowiło bydło i namiot. Same wybierały sobie mężów. Obowiązywała zasada matriarchatu. Kłótnie małżeńskie były zawsze rozstrzygane z priorytetem kobiety, co często prowadziło do rozwodów. Po tymczasowym (kilkudziesięcioletnim), znacznym pogorszeniu się sytuacji kobiet w okresie kolonialnym, nadal utrzymują one swoją silną pozycję społeczną.
Chociaż Tuaregowie zamieszkują w rejonie Maghrebu i w związku z tym wyznają islam, kobiety chodzą tam z odkrytą twarzą, a mężczyźni przeciwnie, zasłaniają twarz fragmentem swego turbanu. Poza oczywistym wytłumaczeniem związanym z ochroną przed piaskami, w społeczności Tuaregów występują przesądy (zakrycie twarzy ma chronić przed „złymi siłami”, które wchodzą przez usta; podobnie kobiety noszą talizmany jak np. khomessa „ręka Fatimy”). Inny powód zakrywania twarzy przez mężczyzn to ukrycie uczuć. Okazywanie uczuć i mówienie o nich to u Tuaregów oznaka słabości, gdyż to czyny, a nie słowa świadczą o człowieku.
Obecnie, ze względu na trudności ekonomiczne, duża grupa Tuaregów mieszka w miastach. Często pracują jako przewodnicy wycieczek po pustyni.

## Historia
Są jedną z grup Berberów. Od tysięcy lat zajmowali się chwytaniem niewolników. Handlowali już z Rzymianami, Imperium Osmańskim, a następnie z Europejczykami. Część niewolników uległa naturalizacji, co stało się podstawą do utworzenia u nich rodzaju systemu feudalnego z podziałem na szlachtę i potomków niewolników. Historia niewolnictwa afrykańskiego obejmuje też pewien udział Afrykańczyków (Arabów i Tuaregów) w wywozie niewolników m.in. do Stanów Zjednoczonych.

## Język i pismo
Tuaregowie posługują się kilkoma dialektami języka tamaszek. Używają uaktualnionego, tradycyjnego alfabetu neo-tifinagh, stosowanego do zapisu języków berberyjskich. Do niedawna (graniczną datą jest „przebudzenie” narodów Amazigh z końcem XX w., w wyniku którego wprowadzono naukę tifinagh do szkół) był on wykorzystywany głównie przez kobiety do prywatnych zapisków i korespondencji, nie stosowano go nawet w poezji, a w życiu publicznym używany był alfabet arabski.